# Wettbewerb (Wirtschaft)

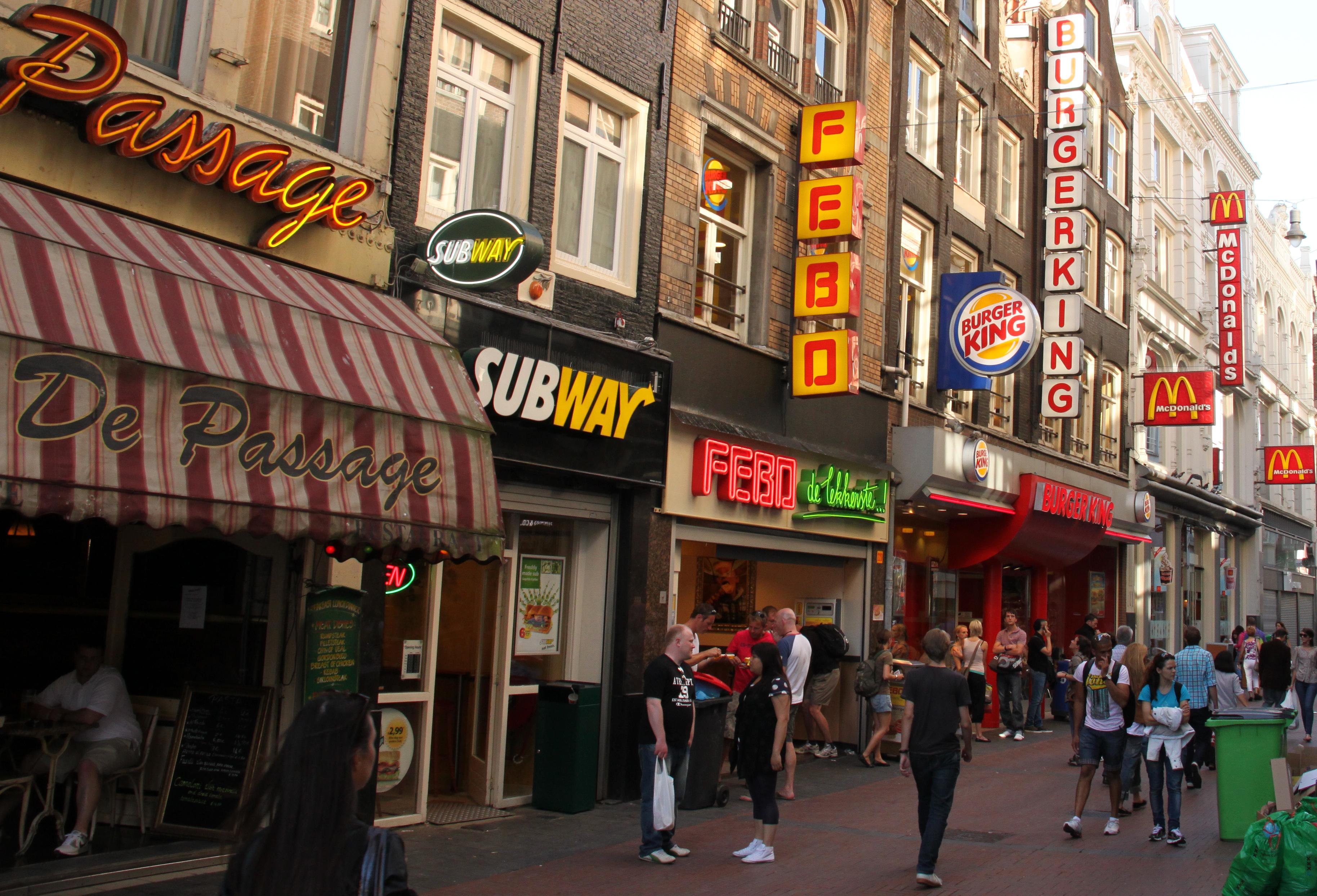
Vier Schnellrestaurants nebeneinander

Wettbewerb ist in der Wirtschaft, Wirtschaftswissenschaft und insbesondere auf Märkten ein antagonistisches Marktverhalten, bei dem sich mindestens zwei Anbieter (mit dem Ziel der Gewinnmaximierung) oder Nachfrager (mit dem Ziel der Nutzenmaximierung) gegenüberstehen und ihr jeweiliges Ziel zu Lasten des anderen durchzusetzen versuchen.

## Allgemeines
Antagonistisch bedeutet, dass jeder Marktteilnehmer mindestens einen Aktionsparameter einsetzt, um seinen Zielerreichungsgrad zu Lasten anderer zu verbessern. Senkt beispielsweise ein Anbieter seinen Preis und kann dadurch ein Produkt oder eine Dienstleistung verkaufen, so macht er einen Gewinn und hat dadurch einen höheren Zielerreichungsgrad als der Anbieter, der wegen seines konstant gebliebenen Preises dasselbe Produkt nicht verkaufen konnte. Wettbewerb ist ein zentraler Begriff in der Betriebswirtschafts- und Volkswirtschaftslehre, der die Anbieter untereinander betrifft. Rivalität dagegen betrifft die Güter und Dienstleistungen untereinander. Im Wettbewerb stehen sich Anbieter und Nachfrager im Sinne einer Komplementaritätsbeziehung gegenüber, denn der Anbieter will etwas verkaufen, das der Nachfrager kaufen möchte. Der Anbieter will dabei eine maximale Produzentenrente und der Nachfrager eine maximale Konsumentenrente erzielen.
Wettbewerb setzt freie Märkte und Wettbewerbsfähigkeit der Marktteilnehmer voraus.

## Etymologie
Die Unterscheidung von Wettbewerb als sportlichem Vergleich (englisch competition) und Konkurrenz als streitend verdrängendem Vergleich (englisch rivalry) ist willkürlich und hat sich in der Wirtschaft als Ableitung aus dem Wettbewerbsrecht ausgebildet. Vermutlich ist die anarchische Streitkomponente der Grund für diese Begriffsverwendung in einer konsensorientierten Gesellschaft mit detailliert kodifiziertem Recht. In der wissenschaftlichen ökonomischen Fachliteratur, insbesondere in der angelsächsischen Literatur, gibt es diese Unterscheidung nicht. Eine linguistische Begründung für diese Unterscheidung gibt es nicht. Die sprachliche Variante Bewerb (in Österreich für sportlichen Wettbewerb) hat dieselbe Wortbedeutung, der Wortbestandteil Wette (englisch bet) in Deutschland ist eher unbedeutend.

## Definitionen
Obwohl der Wettbewerb das Kernelement einer Marktwirtschaft darstellt, fehlt es an einer einheitlichen Definition. Allgemein ist Wettbewerb das Verhalten mehrerer Personen, das dadurch gekennzeichnet ist, dass die eine das zu gewinnen strebt, was auch die andere zur gleichen Zeit zu gewinnen strebt. Wettbewerb dieser Art gibt es bei Berufen, in Kunst, Politik, Sport und Wirtschaft. In der Wirtschaft kann Wettbewerb nur entstehen, wenn Wettbewerbsfreiheit vorhanden ist, die einen freien Marktzutritt und die freie wirtschaftliche Betätigung auf diesem Markt ermöglicht.
Wettbewerb und Konkurrenz betreffen denselben Sachverhalt; fehlt es auf einem Markt an Wettbewerb, ist nur ein konkurrenzloser Anbieter in Form des Monopols vorhanden. Der Monopolist kann auf autoritäre Weise Marktpreise und andere Liefer- und Zahlungsbedingungen diktieren. Wettbewerb wird als Verfahren angesehen, die Koordination zwischen Wirtschaftssubjekten auf nicht-autoritäre Weise sicherzustellen, was für diese Freiheitsrechte in deren Rollen als Anbieter und Nachfrager auf den Güter- und Faktormärkten impliziert. „Wettbewerb ist das Bestreben mehrerer voneinander unabhängiger Gewerbetreibender, auf einem gemeinsam zugänglichen Markt mit Vorrang vor den Mitbewerbern zu Geschäftsabschlüssen mit Kunden zu gelangen, …“

## Voraussetzungen
Märkte unterliegen meist privaten oder auch staatlichen Wettbewerbsbeschränkungen – etwa beim Vorhandensein eines Kartells oder Monopols. Als Voraussetzungen für funktionierenden Wettbewerb werden daher häufig private Eigentumsrechte, Gewerbefreiheit, Niederlassungsfreiheit, Vertragsfreiheit, eine funktionsfähige Justiz, ein funktionsfähiges Preissystem, ein funktionierendes Währungssystem, Markttransparenz und Marktoffenheit angesehen.

## Arten
Allgemein können folgende Arten des Wettbewerbs unterschieden werden:
- marktkonformes Marktverhalten:
  - Anpassung
    - Mengenanpassung an einen gegebenen Marktpreis (wie der Einkauf im Supermarkt),
    - Preisanpassung an eine gegebene Menge (bei der Auktion),

  - Marktstrategien
    - Autonome Strategie: die Reaktion anderer Marktteilnehmer wird nicht berücksichtigt (Monopolpreise),
    - Konjekturale Strategie: die vermutete Reaktion anderer Marktteilnehmer wird bei der Wahl der eigenen Aktion berücksichtigt (bargaining[10] bei Tarifverhandlungen),
    - Überlegenheitsstrategie: die vorab bekannte Reaktion anderer Marktteilnehmer wird bei der Wahl der eigenen Aktion eingeplant (Preisoffensive des Marktführers).
- Marktfeindliches Marktverhalten:
  - Verdrängungswettbewerb: Konkurrenten werden letztlich zum Marktaustritt gezwungen,
  - Wirtschaftskartelle: schalten den Wettbewerb aus,
  - Konzerne: steigern ihre Marktmacht,
  - Boykotte,
  - Streiks/Aussperrungen.

Der Autor sieht auch Streiks und Aussperrungen als marktfeindliches Marktverhalten an, obwohl dieses Verhalten nach erfolglosem Verlauf der Tarifverhandlungen mit der Marktwirtschaft als systemkonform angesehen werden muss.
Je nach dem Erfüllungsgrad der Prämissen eines Marktes wird unterschieden:
- Vollkommener Wettbewerb liegt vor:
  - wenn es keine Präferenzen zwischen Anbietern und Nachfragern gibt,
  - bei vollkommener Markttransparenz,
  - bei Homogenität der Handelsobjekte,
  - bei unendlicher Anpassungsgeschwindigkeit aller Marktteilnehmer,
  - Anbieter und Nachfrager verfolgen das Unternehmensziel der Gewinnmaximierung, Verbraucher das persönliche Ziel der Nutzenmaximierung.
- Unvollkommener Wettbewerb liegt vor, wenn eine oder mehrere dieser Prämissen auf dem Markt nicht vorhanden sind.[11]

Es handelt sich um theoretische Modelle, die in den Wirtschaftswissenschaften zur Beurteilung von Marktstrukturen und Markttypologien herangezogen werden. Die meisten Märkte sind in der Praxis unvollkommen.
Im Hinblick auf die Handelsobjekte wird zwischen Preis-, Mengen-, Service- und Qualitätswettbewerb unterschieden. Beim Preiswettbewerb wird als Aktionsparameter der Preis eingesetzt, der Qualitätswettbewerb ist einerseits durch die qualitative Veränderung (Verbesserung oder Verschlechterung) bestehender Produkte (Produktdifferenzierung) und andererseits durch Produktentwicklung und Produktinnovation gekennzeichnet. Aktionsparameter ist hier die Produktqualität/Dienstleistungsqualität. Diese Arten können wie folgt gegenübergestellt werden:
|                      | Preiswettbewerb   | Qualitätswettbewerb                       | Mengenwettbewerb  | Servicewettbewerb |
| -------------------- | ----------------- | ----------------------------------------- | ----------------- | ----------------- |
| Aktionsparameter     | Preis             | Produktqualität / Dienstleistungsqualität | Absatzvolumen     | Kundendienst      |
| Wettbewerbsstrategie | Preisführerschaft | Qualitätsführerschaft                     | Marktführerschaft | Kundenbindung     |

Als Wettbewerbsstrategie kann unter anderem Preisführerschaft oder Qualitätsführerschaft angestrebt werden. Preisstrategie ist das Streben von Anbietern, mit einem günstigen Preis-Leistungs-Verhältnis vor anderen Anbietern bei den Nachfragern zum Verkaufserfolg zu kommen.

## Wettbewerbsfunktionen
In der Wettbewerbstheorie unterscheidet man folgende Funktionen des Wettbewerbs:
- Verteilungsfunktion: Das Einkommen wird nach Leistung verteilt, die im Marktgeschehen durchgesetzt werden muss.
- Steuerungsfunktion: Erfolgreiche Unternehmen gewinnen Marktanteile, weil ihr Güterangebot den Präferenzen der Güternachfrager entspricht. Grenzanbieter scheiden aus dem Markt aus (Marktaustritt).
- Allokationsfunktion: Produktionsfaktoren werden möglichst effizient eingesetzt.
- Innovationsfunktion: Technischer Fortschritt wird für kostengünstige Produktinnovationen und verbesserte Produktqualität genutzt.
- Anreizfunktion: Sie treibt die Unternehmen zu ständigen Leistungsverbesserungen (Marktpreis, Produktqualität) an.
- Anpassungsfunktion: Auf Angebots- oder Bedarfsverschiebungen wird durch flexible Anpassung der Produktionsprogramme, Produktionstechnik, Produktionsverfahren und Kapazitäten reagiert.

Güterangebot und Güternachfrage werden durch den Wettbewerb am Markt bestimmt.

## Messung
Da sich der Wettbewerb quantitativ nicht messen lässt, ist die Messung der Unternehmenskonzentration durch die Konzentrationsrate ein wichtiges Hilfsmittel. Wenn beispielsweise auf einem Markt fünf Unternehmen mit einem gleichen Marktanteil von 20 % agieren, dann gibt die {\displaystyle CR_{2}} für die zwei größten Unternehmen einen Wert von {\displaystyle CR_{2}}
{\displaystyle CR_{2}=0{,}2+0{,}2=0{,}4}
an.
| Wettbewerbsniveau    | Konzentrationsrate                 | Bemerkungen                                                                                           |
| -------------------- | ---------------------------------- | --- |
| Perfekter Wettbewerb | {\displaystyle {\frac {n}{N}}\ \%} | liegt in einer Branche vor, wenn die Konzentrationsrate {\displaystyle CR_{n}={\frac {n}{N}}} beträgt |
| hoher Wettbewerb     | 0 % – 040 %                        | 0 % bedeutet vollkommener Wettbewerb im Polypol                                                       |
| mittlerer Wettbewerb | 040 % – 070 %                      | typisch für das Oligopol                                                                              |
| geringer Wettbewerb  | 070 % – 100 %                      | bei 100 % fehlt es am Wettbewerb wegen eines Monopols                                                 |

Der Wettbewerb ist umso schwächer, je weniger Marktteilnehmer vorhanden sind (absolute Konzentrationsrate) oder je ungleichmäßiger die Verteilung des Marktvolumens auf die Marktteilnehmer ist (relative Konzentrationsrate).
Die Messung der Branchenrivalität bzw. der Marktmacht einzelner Anbieter stellt sowohl für Praktiker als auch für Kartellbehörden eine große Herausforderung dar. Ausgangspunkt für die Ermittlung von Marktmacht ist die Betrachtung von Marktanteilen der Anbieter im relevanten Markt. Das einfachste Maß ist die Konzentrationsrate. Sie bestimmt sich aus dem Marktanteil der {\displaystyle n} größten Unternehmen. Üblicherweise beträgt n zwischen eins und fünf, d. h. man summiert die Marktanteile von bis zu fünf der größten Anbieter. Dies kürzt man mit {\displaystyle CR_{N}} ab.

## Wettbewerbsrecht
Zentrale Vorschrift im Wettbewerbsrecht ist das Gesetz gegen Wettbewerbsbeschränkungen (GWB), das keine Legaldefinition des Wettbewerbsbegriffs enthält, obwohl es den Wettbewerb vor Wettbewerbsbeschränkungen bewahren soll. Der Wettbewerb ist essentiell für das Funktionieren von Märkten in der Marktwirtschaft. Dabei soll das Wettbewerbsrecht dafür sorgen, dass der Wettbewerb durch die Marktteilnehmer oder Dritte nicht behindert (Wettbewerbsbeschränkung), verzerrt (Wettbewerbsverzerrung) oder durch Verstöße gegen die guten Sitten und Lauterkeit (unlauterer Wettbewerb) beeinträchtigt wird. Wird gegen Wettbewerbsregeln verstoßen, liegt Wettbewerbswidrigkeit vor. Über die Einhaltung der Wettbewerbsregeln wachen Wettbewerbsbehörden.
Die Verwendung der Konzentrationsrate findet man im deutschen Kartellrecht wieder. Demnach liegt eine marktbeherrschende Stellung vor (§ 18 Abs. 4 bzw. Abs. 6 GWB), falls
- der Wert von {\displaystyle YCR_{1}} mehr als 40 % beträgt,
- der Wert von {\displaystyle CR_{2}} oder {\displaystyle CR_{3}} mehr als 50 % beträgt,
- der Wert von {\displaystyle CR_{4}} oder {\displaystyle CR_{5}} mehr als zwei Drittel beträgt.

Eine Fortentwicklung ist der Herfindahl-Index (HHI), welcher sich aus der Summe der quadrierten Marktanteile aller Unternehmen berechnet:
{\displaystyle HHI=\sum _{1}^{n}s_{i}^{2}}.
Hierin ist {\displaystyle s_{i}} der Marktanteil des Unternehmens {\displaystyle i} in Prozent.
Anhand des HHI können Märkte bei der Wettbewerbsanalyse in drei Kategorien eingeteilt werden:
- Geringfügige Marktkonzentration (HHI < 1000),
- moderate Marktkonzentration (1000 ≤ HHI ≤ 1800),
- hohe Konzentration (HHI > 1800).

Viele Wettbewerbsbehörden (Bundeskartellamt, Federal Trade Commission etc.) stützen ihre Empfehlungen bei Übernahmen/Fusionen auf den HHI. Betrifft ein M&A-Geschäft moderat konzentrierte Märkte, so werden schwerwiegende Wettbewerbsbedenken geäußert, wenn der Zusammenschluss einen Anstieg des HHI um mehr als 100 Punkte nach sich zieht. Auf hochgradig konzentrierten Märkten genügt bereits ein Anstieg um 50 Punkte, um auf eine bedrohliche Veränderung der Marktmacht zu schließen. Liegen der Konzentrationsgrad oder der Marktanteilszuwachs unterhalb der genannten Schwellen, ist es unwahrscheinlich, dass die Wettbewerbsbehörden gegen geplante Übernahmen oder Fusionen vorgehen.
Beispiel

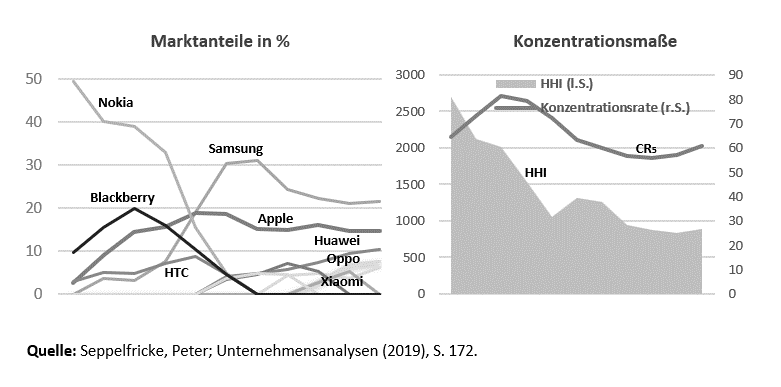
Wettbewerbsintensität bei Smartphones

Noch 2007 hatte Nokia mit ca. 50 % Marktanteil im Markt für Smartphones eine dominierende Stellung. Die anderen Hersteller wie BlackBerry oder HTC Corporation waren vergleichsweise klein. Der HHI-Index lag entsprechend bei ca. 2600 und signalisierte eine hohe Branchenkonzentration. In den Folgejahren sind die Marktanteile von Nokia jedoch dramatisch eingebrochen – andere Hersteller wie Apple oder Samsung gewannen deutlich Marktanteile. Es fällt insgesamt auf, dass die Marktanteile innerhalb der Branche nicht konstant bleiben. Neue Wettbewerber wie Xiaomi, Oppo Electronics oder Huawei konnten in den letzten Jahren schnell bedeutsame Marktanteile gewinnen. Dies deutet auf geringe Markteintrittsbarrieren.
Die klassischen Indikatoren sind für die Betrachtung der Branchenrivalität nur bedingt geeignet. Sie geben erste Anhaltspunkte für die Wettbewerbsintensität, blenden aber das Marktergebnis aus. So lässt sich häufig auch bei wenigen Anbietern eine hohe Branchenrivalität beobachten, sodass sich im Ergebnis am Markt keine außergewöhnlichen Renditen erzielen lassen.

## Wettbewerbstheorie
Klassisch-liberale Wettbewerbsvorstellungen
Nach Ansicht des klassisch-liberalen Nationalökonomen Adam Smith führt das eigennützig-rationale Streben des einzelnen Wettbewerbers nach maximalem Gewinn zugleich zu steigendem Gemeinwohl, da es durch den Marktmechanismus (das Prinzip der unsichtbaren Hand) zur günstigsten Güterversorgung komme.
Für die klassischen Liberalen gibt es zwei konträre Marktformen: freie Konkurrenz und Monopol. Der Unternehmer hat in der Marktwirtschaft das Ziel, seine Gewinne zu maximieren. Wichtig für den Wettbewerb sind niedrige Marktzutritts- sowie Marktaustrittsschranken. Wenn diese Voraussetzungen vorliegen, sind Monopolgewinne wettbewerblich unbedenklich, da diese eine Signalwirkung auf potenzielle Anbieter haben. Hierdurch entsteht ein Wettbewerb zwischen der steigenden Anzahl von Anbietern. Im Wettbewerb um den Geschäftsabschluss macht derjenige das Rennen, der das günstigste Angebot macht, so dass sich die Wettbewerber in Rivalität um den Geschäftsabschluss, mit Tauschpartnern durch Einräumen von günstigeren Geschäftsbedingungen bei den Aktionsparametern (Preis, Qualität, Verkauf etc.), gegenseitig die Gewinne schmälern. Voraussetzung für den Wettbewerb bei mindestens zwei Anbietern sind Spielregeln, welche den Wettbewerb schützen.
Modell von John Maurice Clark
Der US-amerikanische Wirtschaftswissenschaftler John Maurice Clark versteht unter Wettbewerb einen nie abgeschlossenen Prozess, der aus Vorstößen einzelner Pionierunternehmen und aus Verfolgungsaktionen sogenannter Nachahmer besteht, bei dem vorübergehende Machtpositionen des Vorreiters hingenommen, sogar erwünscht sind, weil sich nur dadurch wirtschaftliches Wachstum und technischer Fortschritt erzielen lassen.
Evolutorische Wettbewerbstheorie
Eine moderne Weiterentwicklung des Modells des sogenannten dynamischen Wettbewerbs (von Clark) findet sich in der evolutorischen Wettbewerbstheorie von Wolfgang Kerber, die den Überlebenskampf der Evolution auf das Wettbewerbsverhältnis überträgt. Dazu verbindet sie aus dem Gedankenmodell der Evolution die Elemente der Variation und Selektion mit der Annahme unvollständigen Wissens, wie folgt: Die Anbieter testen mit jedem Produkt, was den Nachfragern gefällt, diese wählen zwischen den Anbietern aus (Selektion) und „belohnen“ durch den Kauf den Anbieter mit dem besten Angebot. Dem konkurrierenden Anbieter, der das Nachsehen hat, bleibt nur, sein Angebot zu verändern (Variation), indem er den Preis senkt oder die Qualität verbessert oder auf andere Weise versucht, die Gunst der Nachfrager zu erlangen. Durch diesen „wissenschaffenden Prozess des Wettbewerbs“ steigt die Kenntnis der Anbieter über die Präferenzen der Kunden und die Bedürfnisse der Kunden werden (im besten Fall) besser befriedigt. Diese Theorie hat zwei Vorteile: Als eine der wenigen Wettbewerbstheorien betrachtet sie nicht nur die Anbieterseite – wie dies bei der Preistheorie und Spieltheorie die Gefahr ist –, sondern bindet den Wettbewerbsprozess in das Anbieter-Nachfrager-Verhältnis ein. Zudem lässt sich diese Theorie auch in der praktischen Wettbewerbspolitik, nämlich in der Fusionskontrolle der EU-Kommission anwenden.
Konkurrenz als Strukturierung des Risikos nach Luhmann
Niklas Luhmann sieht den Nutzen wirtschaftlicher Konkurrenz darin, dass sie Risiken strukturieren könne. Wenn ein komplexes System der Wirtschaft Intransparenz und Risiken erzeuge und ein Mangel an Informationen, mit dieser Situation rational zurechtzukommen, dann bliebe die Beobachtung von Konkurrenten als praktikable Möglichkeit, mit Risiken umzugehen.
Diese These ist dort, wo Konkurrenz nur zwischen wenigen Marktteilnehmern stattfindet, auch eine Warnung. Denn ist die Konkurrenz nicht divers genug, besteht die Gefahr, dass die Strategien der Konkurrenten sich ähneln. Selbst bei einer großen Zahl von Mitbewerbern kann die Voraussetzung der Komplexität verschwinden, wenn sie synchronisiert sind, zum Beispiel durch ähnliche Ausbildung, ähnliche Sozialisation oder durch gegenseitigen Abgleich über schnell arbeitende Kommunikationsmittel und Massenmedien usw. Die Synchronisierung erfolgt auch dann, wenn Konkurrenten ähnlich funktionierende, softwaregestützte Entscheidungsverfahren einsetzen.
Ein krasses und hinsichtlich der tödlichen Konsequenzen nicht nur anekdotisches Beispiel für ein Versagen von Konkurrenz bei fehlender Diversität sind Spiele, bei denen zwei Wettbewerber mit ihren Autos auf eine Klippe zurasen. Wer zuerst bremst, verliert. Im Angelsächsischen ist single-minded ein positiv besetzter Begriff, jedoch führt er hier zur Ausschaltung der Konkurrenz in einer trotzdem bestehenden Konkurrenzsituation. Diese ist bereits die Struktur des Risikos; die Konkurrenten strukturieren mangels fehlender Diversität ihres Denkens das Risiko nicht mehr selbst in einer ihr Überleben fördernder Weise. In dieser Situation dient Konkurrenz nicht der Strukturierung des Risikos, sondern ist die Ursache des Risikos.
Spieltheorie
Der mathematischen Modellierung des Wettbewerbs widmet sich die Spieltheorie. Sie ermöglicht die Erklärung vergangenen Wettbewerbsgeschehens. Als Vorhersageinstrument im Wettbewerb lassen sich mit ihr feststellen, in welcher Art von Spiel ein Wettbewerb stattfindet sowie welche Ressourcen und Strategien in der gefundenen Spieleart am besten einzusetzen sind.

## Volkswirtschaftliche Kosten und Nutzen von Konkurrenz
Kosten

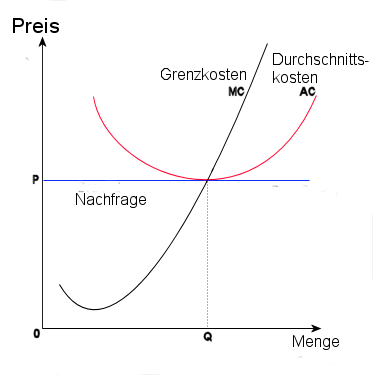
Vollkommene Konkurrenz

Konkurrenz kann auch unwirtschaftlich wirken, nämlich wenn konkurrierende Anbieter oder Nachfrager nicht aus eigener Kraft in der Lage sind, einen negativen Kreislauf aufzuhalten (Marktversagen, Grenzanbieter).
Zur Beantwortung der Frage, ob und wie viel Konkurrenz oder ob koordinierte Kooperation zu den erwünschten Ergebnissen führt, werden unter anderem Verfahren und Erkenntnisse der Optimierungsrechnung und der Spieltheorie herangezogen. Dabei werden Kosten und Nutzen einander gegenübergestellt. Bei der Bewertung spielen auch wirtschaftspolitische Überzeugungen eine bedeutende Rolle.
Nutzen
Im marktwirtschaftlichen Modell führt die durch Wettbewerb erfolgende Preisbildung zur Pareto-optimalen Allokation von Ressourcen. Wenn Konkurrenz in der Wirtschaft bewirkt, dass der Verbraucher bessere Produkte zu niedrigeren Preisen erhält, so hat sie einen Nutzen für den Verbraucher (Konsumentenrente, Wohlfahrtsgewinn).
Ein Nutzen von Konkurrenz liegt auch darin, Innovation und schnelle Anpassung an neue Gegebenheiten voranzutreiben. Der frühere Monopolist Bundespost erlaubte z. B. keine schnurlosen Telefone, die in anderen Ländern schon eine Selbstverständlichkeit waren. Andererseits trug er zusammen mit anderen europäischen Netzbetreibern dazu bei, dass die Technik (DECT) für schnurlose Telefone zuverlässiger und störungsfreier war, als in Ländern mit einfachen analogen Systemen. Bei DSL wiederum führte Konkurrenz der privaten Unternehmen dazu, dass auf Telefonleitungen Datenraten übertragen werden können, die die Leistung von ISDN um Größenordnungen übertreffen.

## Wettbewerbsbeschränkungen und Wettbewerbspolitik
Aus dem egoistischen Interesse der Marktteilnehmer, eine marktstarke Position (Marktmacht) zu erreichen, resultiert die Gefahr von Wettbewerbsbeschränkungen. Um sie zu verhindern, führt der Staat über eine Reihe von Behörden eine wettbewerbsorientierte Wettbewerbspolitik durch.
In der Ökonomie spricht man von einer Wettbewerbsbeschränkung, wenn Preis und Qualität der eigenen Leistung nicht der Disziplinierung durch einen Marktrivalen unterliegen. Wettbewerb liegt dann nur mehr eingeschränkt vor. Eine Wettbewerbsbeschränkung kann ihren Grund in Marktmacht oder in einer expliziten Koordinierung (Kartell) oder einer Imitation im Oligopol liegen.
Es gibt sowohl staatliche Wettbewerbsbeschränkungen (z. B. Zölle, nichttarifäre Handelshemmnisse oder Staatsmonopole) als auch private Wettbewerbsbeschränkungen (Verhaltenkoordinationen, Konzentrationen und Wettbewerbsmissbrauch).
Die Wettbewerbspolitik ist ein Bereich der Wirtschaftspolitik. Sie bezeichnet staatliche Regeln und Eingriffe mit dem Ziel, volkswirtschaftlich oder sozial schädliche Auswirkungen von Kartellen und anderen Wettbewerbsbeschränkungen zu verhindern.

## Wettbewerbsintensität
Ganz allgemein versteht man unter Wettbewerbsintensität den Grad der wechselseitigen Abhängigkeit (Interdependenz) der Konkurrenten untereinander. Eine mögliche Konkretisierung der Wettbewerbsintensität kann darin bestehen, die Geschwindigkeit zu ermitteln, mit der Vorsprünge eines Konkurrenten aufgeholt werden. Wichtige Modelle zur Analyse der Wettbewerbsintensität stammen von Alfred E. Ott, Almarin Phillips, Erhard Kantzenbach und Michael E. Porter.
Porter beschreibt fünf „Triebkräfte des Wettbewerbs“ (englisch Five-Forces), von denen die Intensität des Wettbewerbs abhängt:
1. Mitbewerber innerhalb der Branche,
2. Potenzielle neue Mitbewerber,
3. Marktmacht der Lieferanten,
4. Marktmacht der Abnehmer,
5. Ersatzprodukte, die das eigene Produkt/die Dienstleistung überflüssig machen.

## Wettbewerbsstrategien
Als Wettbewerbsstrategie (auch Wettbewerbsverhalten) bezeichnet man diejenigen Verhaltensweisen der Marktteilnehmer, die dem wettbewerblichen Umfeld adäquat sind. Ziel dabei ist die Erlangung eines Wettbewerbsvorteils. Das Verhalten der unternehmerischen Konkurrenten untereinander ist – auch abseits der Extreme – sehr unterschiedlich und oft branchentypisch. Insbesondere werden Wettbewerbsstrategien angewandt, z. B. Verdrängungskämpfe und „Preiskriege“. Es kann aber auch ein allgemeines (nicht verabredetes) Stillhalten zu kartellähnlichen Verhältnissen führen. Kartelle und andere Wettbewerbsbeschränkungen schalten den Wettbewerbscharakter des Marktes aus, indem Absprachen über Konditionen (nicht nur über Preise) getroffen werden. Ebenfalls werden im Marketing, d. h. bei der planmäßigen Einwirkung auf die Absatzmärkte mit dem Ziel, eine Alleinstellung zu erreichen (USP, englisch unique selling proposition), Maßnahmen getroffen, die eher als Wettbewerbsvermeidungsstrategien zu bezeichnen wären (Patentschutz, Gebietsschutz, Alleinvertriebsabreden, Vertriebsbindung usw.)
Im praktischen Geschäft findet Wettbewerb beim Angebot regelmäßig nur zwischen wenigen Marktteilnehmern statt. So stehen für den einzelnen Kaufprozess im Allgemeinen kaum mehr als fünf Teilnehmer (Oligopol) in der Auswahl des potenziellen Kunden (englisch evoked set). Oft vergleichen „Stammkunden“ auf Grund ihrer starken Kundenbindung überhaupt nicht und betrachten Mitbewerber erst bei Unzufriedenheit mit ihrem Stammlieferanten (unvollkommener Markt).
Auf der Nachfragerseite tritt Wettbewerb immer dann auf, wenn es sich um ein knappes Gut handelt (d. h. in der normalen Wirtschaft immer). Konkurrenz auf der Nachfrageseite kann z. B. in (offenen oder verdeckten) Auktionen organisiert werden, oder (beim durch den Anbieter festgelegten Preis etwa einer Mietwohnung) durch schnelle Zusagen.
Während die klassische Wettbewerbstheorie darauf abzielt, den bestehenden Markt unter den Marktteilnehmern aufzuteilen, wird nun zunehmend auch in der Theorie untersucht, unter welchen Voraussetzungen und mit welchen Mitteln ein endogenes Marktwachstum des bestehenden Marktes erzielt werden kann. Dies kann erreicht werden, indem der Fokus der Aufmerksamkeit von der Angebots- auf die Nachfrageseite verlegt wird. Durch die Untersuchung der Faktoren, die für den Käufer Wert erzeugen und die bewusste Kombination von Elementen aus verschiedenen Märkten können neue Angebote konzipiert werden, die neue Nachfragepotenziale erschließen und somit das klassische Nullsummenspiel außer Kraft setzen.

## Wettbewerbsvorteile
Wettbewerbsvorteile gegenüber der Konkurrenz zu erlangen, ist das Bestreben aller Güter und/oder Dienstleistungen anbietenden Marktteilnehmer. Diese Wettbewerbsvorteile können erreicht werden durch Preisvorteile, aber auch in der besonderen Qualität der Produkte bzw. Dienstleistungen liegen. Je nach Schwerpunktsetzung in der Unternehmenspolitik oder in der wettbewerbspolitischen Betrachtung werden dementsprechend Preiswettbewerb und Qualitätswettbewerb (und Mengenwettbewerb) unterschieden, die freilich nie völlig unabhängig voneinander sein können. Beispielsweise können Termintreue, Freundlichkeit der Mitarbeiter, Zuverlässigkeit in Zusagen, Verfügbarkeit der Waren, große Auswahl, Kulanz usw. Vorteile im Qualitätswettbewerb darstellen und eine hohe Kundenbindung herstellen. Genießt ein Produkt oder ein Anbieter besonderes Vertrauen bzgl. einiger oder vieler dieser Merkmale, so spricht man gelegentlich – nicht ganz treffend – von einer starken Marke, unabhängig vom Vorliegen eines rechtlichen Markenschutzes.
In der Handelsbetriebslehre spielt die Beobachtung eine Rolle, dass Handelsunternehmen vielfach weniger durch Preis- und Qualitätspolitik einen Wettbewerbsvorsprung erzielen als vielmehr durch besseres Informationsmanagement, d. h. sowohl durch genauere und schnellere Informationsbeschaffung als auch durch differenzierte und gezielte Informationsabgabe, und zwar jeweils auf ihre vier Märkte gerichtet (Absatz-, Beschaffungs-, Konkurrenzmarkt und interner Markt). Handelsunternehmen versuchen somit typischerweise durch Marktinformationspolitik Vorteile aus ihrem spezifischen Informationswettbewerb zu erlangen. In kaum einem anderen Wirtschaftszweig hat sich überdies die Verbundbildung selbstständiger Handelsunternehmen zu Handelskooperationen als Wettbewerbsvorteil erwiesen. Aus den zunächst gegründeten Einkaufsgemeinschaften und Einkaufsgenossenschaften wurden im Laufe der Zeit wettbewerbskräftige Marketinggemeinschaften des Handels. Große Teile des Fachhandels wären ohne professionelle kooperative Marketingstrategien und -taktiken, die vom Gemeinschaftseinkauf über Eigenmarken und gemeinsame Werbeaktionen bis hin zu kooperativer Mitarbeiterschulung reichen, kaum wettbewerbsfähig geblieben. Dabei stehen die Verbundgruppen des Handels und ihre Mitgliedsunternehmen in einer komplexen Wettbewerbsbeziehung, nämlich gleichzeitig in interorganisationalem Gruppenwettbewerb und in intraorganisationalem, interorganisationalem und organisationsexternem Individualwettbewerb.

## Abgrenzung
Sozialistischer Wettbewerb war in sozialistischen Staaten eine Methode zur Verbesserung der Arbeitsmotivation der Werktätigen und zur Erfüllung oder Übererfüllung gesetzter Arbeitsnormen. „Der Sozialismus schafft erstmalig die Möglichkeit, den Wettbewerb … wirklich im Massenumfang anzuwenden, die Mehrheit der Werktätigen wirklich auf ein Tätigkeitsfeld zu führen, auf dem sie sich hervortun, ihre Fähigkeiten entfalten, jene Talente offenbaren können, die das Volk, einem unversiegbaren Quell gleich, hervorbringt und die der Kapitalismus zu Tausenden und Millionen zertreten, niedergehalten und erdrückt hat.“ „Während die Konkurrenz auf den Sieg des Stärkeren über den Schwächeren abzielt, ist der sozialistische Wettbewerb auf die kameradschaftliche Hilfe des Fortgeschrittenen gegenüber den Zurückbleibenden gerichtet, um einen allgemeinen Aufschwung, besonders auf wirtschaftlichem Gebiet, zu erzielen“. Nach § 34 Abs. 1 Arbeitsgesetzbuch der DDR vom Juni 1977 organisieren die Gewerkschaften „den sozialistischen Wettbewerb als umfassendsten Ausdruck des Schöpfertums der Werktätigen bei der Gestaltung der entwickelten sozialistischen Gesellschaft: Die Teilnahme am sozialistischen Wettbewerb ist für jedes Arbeitskollektiv und jeden Werktätigen eine ehrenvolle Verpflichtung.“